# Ceregettiho dům
Ceregettiho dům je dům čp. 43/I v Chrudimi ve Fortenské ulici. Součástí domu je věž s Pardubickou fortnou. První písemná zmínka o domu pochází z roku 1636, střední část je ale pravděpodobně již ze 14. století, v 16. století byla postavena raně renesanční východní část, která spojila starší dům s věží. Západní část byla připojena koncem 17. století. V západní části a v prvním poschodí věže je štuková a fresková výzdoba pravděpodobně z druhé poloviny 18. století.
Dům je pojmenován podle Josefa Antonína Ceregettiho, který jej koupil v roce 1712. Po jeho smrti ho vdova v roce 1728 prodala Václavu Petrželovi. Po roce 1857 zde byl hostinec, od roku 1892 fotoateliér. Po roce 1955 docházelo k postupné devastaci domu, nyní je restaurován a je využíván jako hotel Fortna.
Dům je chráněn jako kulturní památka České republiky.